# Marlene
Marlene, nombre artístico de Victória Bonaiuti Delfino dos Santos, nacida como Bonaiuti de Martino (São Paulo, 22 de noviembre de 1922 - Río de Janeiro, 13 de junio del 2014), fue una cantante y actriz brasileña. Estuvo casada con el actor Luís Delfino.
Después de haber grabado más de cuatro mil canciones en su carrera, Marlene (junto con Emilinha Borba) fue uno de los grandes mitos de la radio brasilera en su época dorada. Su popularidad nacional también le dio lugar a invitaciones en el cine (once películas después de Corações sem Piloto en 1944) y el teatro (cinco piezas teatrales en Después de la boda, en 1952). También trabajó en cinco revistas después de Deixa Que Eu Chuto (1950). Sus actividades internacionales incluyeron giras por Uruguay, Argentina, Estados Unidos (donde se presentó en el Waldorf Astoria y en Chicago) y Francia (presentación de cuatro meses y medio en el Olympia de París, por invitación de Édith Piaf quien la vio en el Palacio Copacabana, en Río de Janeiro). También compositora, tuvo su samba-canção A grande verdade (en colaboración con Luís Bittencourt), grabado por Dalva de Oliveira en 1951.

## Biografía
Nació en el barrio de Bela Vista, conocido reducto ítalo-brasilero. Sus padres eran italianos, y Victória Bonaiutti de Martino fue la menor de tres hijas. Heredó el nombre de su padre, que murió siete días antes de su nacimiento. La viuda Antonieta no se volvió a casar, y crio a sus hijas con los sueldos que recibía dando clases en el Instituto de Sordomudos de São Paulo y como costurera.
Devota de la iglesia bautista, internó a su hija más joven en el Colegio Bautista Brasileño, cuyas mensualidades fueron dispensadas en intercambio de los servicios prestados a la escuela, como la limpieza de los cuartos. Marlene estudió allí desde los 9 años hasta los 15 años, destacando en actividades deportivas, así como en el coro juvenil de la iglesia.
Al dejar el colegio, asistió a la Facultad de Comercio, ubicada en Praça da Sé, con el objetivo de convertirse en una contable. Al mismo tiempo, trabajó durante el día en una oficina comercial. Es cuando empieza a participar en un grupo de estudiantes recién formado que disponía de un espacio en Rádio Bandeirantes, la Hora dos estudantes, programa en el que sería cantante. Fue cuando sus colegas estudiantes, por elección, escogieron su nombre artístico, en homenaje a la actriz alemana Marlene Dietrich.

### Carrera artística
Victória acabó dejando su curso de contable en segundo plano, priorizando su actividad artística. Luego, en 1940, debutó como profesional en Rádio Tupi de São Paulo. Todo esto fue ocultado a su familia, que por razones religiosas y sociales reinantes de la época, no podían admitir una incursión en el mundo del arte. Su nombre artístico ocultaría su verdadera identidad antes de ser descubierta al faltar a clases debido a su horario en la radio, lo que dio lugar a un castigo por parte de su madre, si bien estaba decidida a seguir una carrera.
Así que en 1943, rodeada por la desaprobación de su familia, partió para de Río de Janeiro, donde después de haber pasado la prueba con Vicente Paiva, comenzó a cantar en el Cassino Icaraí, en Niterói. Allí permaneció durante dos meses hasta conocer a Carlos Machado, quien la invitó al Cassino da Urca, contratándola como vocalista de su orquesta.
En 1946, hubo una prohibición de los juegos de azar y por consecuente el cierre de los casinos por decreto del presidente Eurico Gaspar Dutra. Entonces se trasladó con la orquesta de Carlos Machado a la Boate Casablanca. Dos años después, se convirtió en la artista del Palacio Copacabana por invitación de Caribé da Rocha, quien la promovió de crooner a estrella de la casa.
También pasó a actuar en Rádio Mayrink Veiga y al año siguiente en Rádio Globo. En ese intervalo, ya se había dado su debut en el disco, a través de la Odeon, a mediados de 1946, con grabaciones de las sambas Suingue no morro (Amado Régis y Felisberto Martins) y Ginga, ginga, moreno (João de Deus e Hélio Nascimento). Pero fue en el carnaval del próximo año Marlene dio lugar a su primer éxito, la marchinha Coitadinho do papai (Henrique de Almeida y M. Garcez), en compañía de los Vocalistas Tropicais, campeona del certamen oficial de canciones del carnaval de la Municipalidad del Distrito Federal. Y cantaba la canción con la que debutaría en el programa de César de Alencar, de la Rádio Nacional con gran éxito en 1948. Marlene se convertiría en una de las más grandes estrellas de la estación, recibiendo el eslogan Ela que canta e dança diferente ("Ella canta y baila diferente"). Más tarde ese mismo año, fue contratada por la disquera Continental con los choros Toca, Pedroca (Pedroca y Mário Morais) y Casadinhos (Luís Bittencourt y Tuiú), ésta cantado a dúo con César de Alencar. Marlene esperó el final de su contrato con el Palacio Copacabana para dar presentaciones en las discotecas, dedicándose a la radio, a los discos y luego al cine y al teatro.

### Reina de la Radio
En ese momento, la estrella más grande de la Radio Nacional era Emilinha Borba, pero las hermanas Linda y Dircinha Batista también eran muy populares y vencedoras, por años consecutivos, del concurso de la Reina de la Radio. Este torneo era coordinado por la Asociación Brasileña de Radio, y los votos eran vendidos con la Revista do Rádio y la renta estaba destinada para la construcción de un hospital para artistas. Luego, en 1949, Marlene ganó el concurso de forma espectacular. Para ello recibió el apoyo de la Companhia Antarctica Paulista. La empresa de bebidas estaba a punto de lanzar al mercado un nuevo producto, la Guaraná Caçula, y, dada la popularidad del concurso, pretendieron usar la imagen de Marlene, Reina de la Radio, como base de propaganda de su nuevo producto, le darían un cheque en blanco, para que pudiera conseguir tantos votos como fueran necesarios para la victoria. 
Así fue elegida con 529982 votos. Ademilde Fonseca quedó en segundo lugar, Emilinha Borba fue dada como ganadora desde el inicio del torneo, quedó tercera. Así se originó la famosa rivalidad entre Marlene y Emilinha, una rivalidad que de hecho, le debe mucho al marketing y contribuyó significativamente a la asombrosa popularidad de ambas cantante en el país. Prueba de ello fueron las grabaciones que hicieron a dúo ese año, con la samba Já vi tudo (Amadeu Veloso y Peter Pan) y la marchinha Casca de arroz (Arlindo Marques Jr. y Roberto Roberti). Fueron éxitos en el carnaval de 1950, en el comienzo de ese año, con la marchinha A bandinha do Irajá (Murilo Caldas), también éxito en el carnaval.
La elección para Reina de la Radio le sirvió para tener su único programa radial en Rádio Nacional, titulado Duas majestades, en un nuevo horario en el programa de Manuel Barcelos, en el que permaneció como estrella hasta el cierre del auditorio de Rádio Nacional. La estrella Marlene ayudó a varios de sus colegas, incluyendo el uso de su prestigio e influencia en la dirección de Rádio Nacional, trajo a la estación las voces de Jorge Goulart y Nora Ney, quienes permanecieron allí durante décadas, saliendo sólo a causa de los problemas con el gobierno en la época de la dictadura militar en el país. Marlene también fue la madrina de uno de sus frenéticos fanes, un joven Luís Machado que se convirtió en locutor comercial de los programas de Manuel Barcelos. También participó en otros programas, como el de César de Alencar, el de Paulo Gracindo tales como Gente que brilha, Trem da alegria, Show dos bairros, y el de José Messias, sin embargo el joven Luís Machado dejó la radio, también con problemas con el gobierno de la dictadura militar, cesado junto con César de Alencar, y otros varios artistas que no encajaban con ese régimen del gobierno. Luís posteriormente se dedicó a los estudios y no volvió a la radio debido a un problema en sus cuerdas vocales aunque no terminó la facultad de derecho de Valença. Dejó la facultad para seguir la profesión de chofer de ómnibus de turismo de carretera pero permaneciendo como fan leal de la gran Marlene.
Retuvo el título al año siguiente. Luego pasó a ser la cantante exclusiva del programa de Manuel Barcelos, mientras que Emilinha, en el de César de Alencar. Más tarde ese mismo año, grabó dos de sus más grandes éxitos, acompañada de Os Cariocas, Severino Araújo y la Orquestra Tabajara: los baiãos Macapá e Que nem jiló (Humberto Teixeira y Luiz Gonzaga). Participó en la revista Deixa que eu chuto, en el Teatro João Caetano, en Río. Se desempeñó intensamente en el teatro musical, de giras en el extranjero y en todo el Brasil en numerosos espectáculos. También participó en la película Tudo Azul, junto a su futuro esposo Luís Delfino, producida por Rubens Berardo y dirigida por Moacyr Fenelon. Marlene también tuvo un programa un programa exclusivo que salía al aire los sábados a las 8:00 p.m., titulado Marlene Meu Bem, junto con su esposo Luís Delfino.

## Discografía
- Marlene apresenta sucessos de Assis Valente (1956)
- Vamos cantar com Marlene (1957)
- Explosiva (1959)
- Caixinha de saudade (1960)
- Sassuarê (1963)
- Carnavália-Eneida conta a história do carnaval Vol. 1 (1968)
- Carnavália-Eneida conta a história do carnaval Vol. 2 (1968)
- É a maior (1969) RGE/Fermata LP
- VII Festival Internacional da Canção Popular (1972)
- Na transa do carnaval (1973) RCA Victor LP
- Quando as escolas se encontram (1973)
- MPB-Grandes Autores/Monsueto (1973)
- Convocação geral (1973)
- Botequim (1973)
- Estas dão audiência (1974)
- Carnaval de todos os tempos (1974)
- Te pego pela palavra (1974)
- O dinheiro na música popular (1976)
- Marlene-Os ídolos da MPB nº 18 (1976)
- 40 anos de Rádio Nacional (1976)
- Prazer em conhecê-lo (1976)
- Antologia da marchinha (1977)
- Os ídolos da MPB-Vol. 26 (1977)
- As Rainhas do rádio (1979)
- Ópera do malandro (1979)
- 100 anos de MPB. Vol. III (1979)
- 100 anos de MPB-Vol. IV (1979)
- Os melhores sambas enredo (1979)
- Há sempre um nome de mulher (1987)
- Os ídolos do rádio VII (1988)
- Marlene, Meu bem (1996)
- Estrela da manhã (1998)

## Filmografía

### En la televisión
- 1999 - Chiquinha Gonzaga
- 1984 - Vivir a vida
- 1981 - O Amor É Nosso ... Mayra
- 1971 - Bandeira 2
- Fue invitada para participar en una invitación especial en la telenovela Helena (Rede Manchete, 1987), pero el trabajo no se concretó.[2]

### En el cine
- 1982 - Profissão Mulher
- 1978 - A Volta do Filho Pródigo
- 1967 - Carnaval Barra Limpa
- 1959 - Quem Roubou Meu Samba?
- 1958 - O Cantor e o Milionário ... Irene
- 1955 - Adiós, Problemas
- 1954 - Matar ou Correr
- 1953 - Balança, Mas Não Cai
- 1952 - Tudo Azul ... Maria Clara (intérprete: "Eva" (Haroldo Lobo y Milton de Oliveira))
- 1950 - Todos por Um
- 1950 - Um Beijo Roubado
- 1949 - Pra Lá de Boa
- 1949 - Caminhos do Sul
- 1948 - Esta É Fina
- 1946 - Caídos do Céu
- 1945 - Pif-Paf ... Maria
- 1945 - Loucos por Música
- 1944 - Corações sem Piloto